# 5-hidroxitriptófano
5-hidroxitriptófano (5-HTP), también conocido como oxitriptan (INN), es un aminoácido natural y compuesto químico precursor e intermediario de la biosíntesis de los neurotransmisores serotonina y melatonina a partir de triptófano.
El 5-HTP se vende en Estados Unidos y Canadá como un suplemento dietético, con acciones como antidepresivo, anorexigeno (supresor del apetito) y de ayuda al sueño, y también se comercializa en muchos países europeos como antidepresivo bajo nombres comerciales como Cincofarm, Levothym, Levotonine, Oxyfan, Telesol, Tript-OH y Triptum. Varios ensayos clínicos doble ciego han demostrado la eficacia del 5-HTP en el tratamiento de la depresión, aunque la calidad de estos estudios ha sido cuestionada.

## Metabolismo
El 5-hidroxitriptófano se descarboxila a serotonina (5-hidroxitriptamina o 5-HT) por la enzima L-aminoácido aromático descarboxilasa utilizando la vitamina B6 como cofactor enzimático.
Esta reacción se produce tanto en el tejido nervioso como en el hígado. 5-HTP atraviesa la barrera hematoencefálica, pero su producto, la 5-HT, no. El exceso de 5-HTP, especialmente cuando se administra con vitamina B6, se cree que se metaboliza y se excreta.

## Farmacología
La acción psicotrópica de 5-HTP se deriva de su efecto sobre la producción de serotonina en el sistema nervioso central, concretamente, el 5-HTP aumenta la producción de serotonina. Por lo tanto, se ha utilizado para tratar enfermedades, como la depresión, para las que la falta de serotonina se cree que es un factor primordial.
Se ha demostrado que la administración conjunta con carbidopa aumenta en gran medida los niveles sanguíneos de 5-HTP. Sin embargo, varios estudios han demostrado que el 5-HTP es efectivo incluso sin un inhibidor de la decarboxilasa periférica (carbidopa, por ejemplo).
Otros estudios indican el riesgo de sufrir una esclerodermia como resultado de la combinación de 5-HTP y carbidopa.

### Como suplemento terapéutico
Aunque el 5-HTP no se encuentra en los alimentos en cantidades significativas, es un intermediario que participan en el metabolismo del triptófano. El triptófano se encuentra en abundancia en el pavo, leche, patatas, calabaza y verduras diversas. A menudo se vende como un complemento dietético, que se obtiene de las semillas de la leguminosa Griffonia simplicifolia. Se vende normalmente en cápsulas vegetales o de gelatina de 50 mg o 100 mg.

### Investigación
Se ha demostrado un efecto beneficioso del 5-HTP en las siguientes patologías: fibromialgia primaria, ataxia de Friedreich, cefaleas crónicas (primarias o de otro tipo), depresión, ansiedad, ingesta compulsiva asociada con la obesidad y el insomnio.
Una revisión bibliográfica en 2001 encontró que de 108 estudios sobre el 5-HTP publicados entre 1966 y 2000, sólo dos cumplían las normas de calidad mínima exigidas por los autores del estudio para su inclusión en el trabajo. Estos dos estudios no se referían a 5-HTP exclusivamente, sino que combinaban los resultados obtenidos del 5-HTP y del triptófano de forma conjunta. Estos trabajos demostraron una mejora significativa sobre el grupo tratado con placebo en el tratamiento de la depresión, aunque los autores afirman que las pruebas no fueron concluyentes y que existen alternativas terapéuticas con antidepresivos que han demostrado ser eficaces y seguros. Luego, la utilidad clínica del 5-HTP y el triptófano es dudosa.

Ruta biosintética de la serotonina.

### Posibles riesgos y efectos secundarios
Debido a que el 5-HTP no se ha estudiado a fondo en un entorno clínico, los posibles efectos secundarios e interacciones con otros fármacos no se conocen bien.
La administración de serotonina se ha demostrado que aumenta el riesgo de la enfermedad de las válvulas del corazón en animales de experimentación. El 5-HTP no se ha sometido a un protocolo de experimentación similar pero su conversión periférica en serotonina podría provocar los mismos daños cardiacos. El 5-HTP oral da lugar a un aumento en orina de 5-HIAA, un metabolito de la serotonina, lo que indica que el 5-HTP se metaboliza periféricamente a serotonina, y que luego se metaboliza a 5-HIAA. Esto podría provocar un falso positivo en las pruebas en busca del síndrome carcinoide.
El 5-HTP puede causar hipertensión mediante el aumento de la actividad de la renina plasmática si no se administra conjuntamente con un inhibidor periférico de la L-aminoácido aromático decarboxilasa, como carbidopa o benserazida.
Evidencias directas e indirecta de los posibles riesgos (aún no comprobadas) de los efectos secundarios asociados a una sobredosis con el 5-HTP:
- Daños de las válvula cardiacas o fibrosis cardiaca.[20][21]
- Cuando se combina con inhibidores de la MAO, o ISRSs, el 5-HTP puede provocar el síndrome serotoninérgico agudo.[24][25]
- Cuando se combina con carbidopa (como un tratamiento para los síntomas de la enfermedad de Parkinson), el 5-HTP produce náuseas y vómitos, aunque esto se puede aliviar con la administración de granisetrón.[26]